# クリストファー・コスケイ
クリストファー・コスケイ（Christopher Koskei、Kosgei、1974年8月14日 - ）はケニアの陸上競技選手。専門は3000メートル障害を主とする長距離走。身長170cm、62kg。
1995年世界陸上競技選手権イェーテボリ大会男子3000m障害では裸足で走り、モーゼス・キプタヌイに次ぐ2位となった。その4年後の1999年、世界陸上競技選手権セビリア大会男子3000m障害では優勝。ウィルソン・ボイト・キプケテルとメダルを分け合い、ケニア勢は東京から5大会連続で金銀独占を果たした。

## 記録
- 3000m障害 - 8分05秒43（1999年）
- 3000m - 7分54秒75（1995年）
- 5000m - 13分40秒17（1995年）
- 10000m - 29分45秒62（1996年）

## 主な戦績
| 年度 | 大会名                     | 開催地         | 種目     | 順位 |
| ---- | -------------------------- | -------------- | -------- | ---- |
| 1993 | 世界クロスカントリー選手権 | アモレビエタ   | ジュニア | 2位  |
| 1993 | アフリカ陸上競技選手権大会 | ダーバン       | 3000mSC  | 2位  |
| 1995 | 世界陸上競技選手権大会     | イェーテボリ   | 3000mSC  | 2位  |
| 1995 | IAAFグランプリファイナル   | モンテカルロ   | 3000mSC  | 4位  |
| 1999 | 世界陸上競技選手権大会     | セビリア       | 3000mSC  | 優勝 |
| 1997 | IAAFグランプリファイナル   | 福岡           | 3000mSC  | 10位 |
| 1999 | アフリカ競技大会           | ヨハネスブルグ | 3000mSC  | 3位  |
| 1999 | ミリタリーワールドゲームズ | ザグレブ       | 3000mSC  | 3位  |